# Apocalypse Again
Apocalypse Again è il sesto album in studio del gruppo musicale finlandese Thunderstone.

## Tracce
1. Veterans of the Apocalypse – 4:48
2. The Path – 4:21
3. Fire and Ice – 5:02
4. Through the Pain – 4:50
5. Walk Away Free – 4:09
6. Higher – 4:08
7. Wounds – 4:13
8. Days of Our Lives – 4:28
9. Barren Land – 7:47

## Formazione
- Pasi Rantanen – voce
- Nino Laurenne – chitarra, backing vocals
- Titus Hjelm – basso, backing vocals
- Jukka Karinen – tastiere
- Atte Palokangas – batteria